# Burton Jastram
Pour les articles homonymes, voir Jastram.
Burton Jastram, né le 5 juin 1910 à San Francisco et mort le 20 mai 1995 à Oakland (Californie), est un rameur d'aviron américain.

## Palmarès

### Jeux olympiques
- Los Angeles 1932
  -  Médaille d'or en huit[1].